# Шахта «Візейська»
ДВАТ Шахта «Візейська» (до 2001 року Шахта №8 «Великомостівська») — вугільна шахта в Україні, входить до ВО ДКХ «Львіввугілля». Розташована у смт Сілець, Сокальського району Львівської області.

## Історія
Шахта №8 «Великомостівська» введена в експлуатацію в 1960 році. Згідно з наказом Міністра палива та енергетики України від 2 лютого 2001 року за №50 шахта перейменована з № 8 «Великомостівська» на «Візейська».
25 червня 2008 року шахту було виділено зі складу Державного підприємства «Львіввугілля» відокремлений  підрозділ  „Шахта «Візейська»” та створено на його базі Державне підприємство „Шахта «Візейська»”.
У 2009 році шахта припинила видобуток вугілля, повністю відпрацювала запаси вугілля, і переведена у стадію закриття.

## Основна інформація
Фактичний видобуток вугілля 2792/1171 т/добу (1990/1999). У 2003 р. видобуто 165 тис. т вугілля.
Максимальна глибина 435/457 м (1990/1999). Протяжність підземних виробок 40,7/37,7 км (1990/1999). Розробляє пласт n7, nн
7, nв
7, nв
8 потужністю 1,01-1,16 м з кутами падіння 0-3о. Кількість очисних вибоїв — 4/2, підготовчих 5/2 (1990/1999).
Кількість працюючих: 1432/1267 осіб, з них підземних 1034/857 чол. (1990/1999).

## Керівники шахти
- Чередниченко Володимир Романович (з 01.09.1960р. по 01.07.1962р.)
- Пономарьов Володимир Степанович (з 19.04.1962р. по 14.12.1967р.)
- Гофштейн Борис Маркович (з 21.01.1968р. по 25.05.1981 р.)
- Гаращук Володимир Миколайович (з 21.05.1981 р. по 27.01.1988р.)
- Рак Микола Михайлович (з 27.01.1988р. по 01.08.1990р.)
- Титюк Анатолій Петрович (з 01.08.1990р. по 01.11.1995р.)
- Лопушанський Богдан Васильович (з 28.10.1995р. по 29.12.1995р.)
- Серебряков Володимир Юрійович (з 29.12.1995р. по 07.10.1998р.)
- Чухно Фелікс Іванович (з 22.09.1998р. по 31.01.2000р.)
- Локшин Володимир Володимирович (з 31.01.2000р. по 01.07.2003р.)
- Дяченко Андрій Павлович (з 02.07.2003р. по 01.06.2005р.)
- Титюк Анатолій Петрович (з 17.08.2005р. по сьогодні)